# クラシック・ロック (ラジオ・フォーマット)
クラシック・ロック (classic rock) は、1980年代はじめに、アルバム・オリエンテッド・ロック (AOR) から展開して形成されたラジオ・フォーマット。アメリカ合衆国では、ラジオ・フォーマットの一つとして、もっぱらクラシック・ロックを放送するものを「クラシック・ロック」と称し、1960年代半ばから1990年代後半までの音楽が取り上げられているが、特に焦点が当てられているのは、1970年代に人気を博し、商業的成功を収めたハードロックである。このラジオ・フォーマットは、1990年代後半にはベビーブーマー世代の間で人気が高まった。
クラシック・ロック・フォーマットは、大人の聴取者に最も強く訴求するものであるが、このフォーマットで流れるような音楽は、インターネットや音楽配信を通してより若い聴取者にも露出している。一部のクラシック・ロック局は、限定的ながら新たにリリースされる音源を流すこともあるが、それは、スタイルが局の流す音楽と共通している場合か、歴史のあるアーティストやバンドが活動を継続していて新曲を生んでいるような場合である。

## 歴史
クラシック・ロック・フォーマットは、現在のヒット曲に加えて過去の馴染みのある曲を流すことによって比較的年齢の高い聴取者に訴求しようとしていたAORラジオ局から発展した。1980年、AORラジオ局として1960年代半ばから当時までの様々なロックをミックスして流していたオハイオ州クリーブランドの M105 が、「Cleveland's Classic Rock（クリーブランドのクラシック・ロック）」を自称し始めた。同様に、WMET は、1981年から「Chicago's Classic Rock（シカゴのクラシック・ロック）」を自称するようになった。1982年には、ラジオ・コンサルタントのリー・エイブラムスが、当時のAORに加えて、1950年代、1970年代のヒット曲を盛り込んだ「タイムレス・ロック (Timeless Rock)」と称するフォーマットを生み出した。
テキサス州ヒューストンの KRBE (AM) も、初期のクラシック・ロック局のひとつであった。1983年、番組ディレクターだったポール・クリスティ (Paul Christy)は、最新の音楽やトップ40のヒット曲などをいっさい流さない、1950年代から1970年代前半の初期のアルバム・ロックだけを流すフォーマットを設計した。KRBE は、放送の中で「クラシック・ロック」という言葉を用いた最初の局であった。程なくして、このフォーマットを指す言葉として、クラシック・ロックが広く用いられるようになり、一般の人々の間でも、初期のアルバム・ロックの音楽を、この言葉で呼ぶことが広まっていった。
1980年代半ばには、ワシントンD.C.の WCXR でフレッド・ジェイコブス (Fred Jacobs) が率いるジェイコブス・メディア (Jacobs Media) や、ボストンの WZLX でゲイリー・ガスリー (Gary Guthrie) のエディンバラ・ランド (Edinborough Rand) が成功を収めたのを追うようにして、このフォーマットの局は各地に広まって数も増えていった。ガスリーとジェイコブスは、数年間のうちに、主要都市を市場とする合わせて40以上のラジオ局を、それぞれのクラシック・ロックのブランドに置き換えていった。
『ビルボード』誌のキム・フリーマン (Kim Freeman) は、「クラシック・ロックの起源はより以前に遡ることができるものだが、一般的には1986年が、その誕生の年とされる」と述べている。1986年には、このフォーマットの成功によって、アルバム・ロック局で流れる曲の6割から8割を過去の楽曲が占められるほどになっていた。。クラシック・ロックは、もともとAORから発展したニッチ市場向けのフォーマットであったが、2001年にはアメリカ合衆国の全国市場における市場占拠率において、アルバム・ロックよりも大きな比率を占めるようになった。
1980年代半ばのクラシック・ロック・フォーマットは、おもに25歳から34歳の成人男性層を狙って編成されていたが、この年齢階層は1990年代半ばまで最も分厚い層であり続けた。このフォーマットの聴取者が年齢を重ねるにつれて、聴取者層はさらに高齢者へと移っていった。2006年には、35歳-44歳の層がこのフォーマットの最大の聴取層となっており、2014年には45歳-54歳の層が最大となっていた。

## 編成
典型的なクラシック・ロック局は、1960年代半ばから1980年代にかけてのロックの楽曲を流している。その一部は、オールディーズ局が取り上げるものと重複しているが、クラシック・ロック局は、ハードロックやヘヴィメタルのバンドやアーティストに重点が置かれており、そうした素材には必ずしもラジオ向けとはいえない部分もあり、通常はオールディーズ局では取り上げられない。クラシック・ロック局は、スタイルの大きな違いが理由の一つとなって、オルタナティヴ・ロックやグランジなど1990年代のロックを取り上げることを躊躇してきた歴史があるが、2010年代はじめには少数のクラシック・ロック局が1990年代の音楽も流すようになった（これは、同じように1990年代に大きな分断が生じたクラシック・カントリー (classic country) のフォーマットにおけるトレンドを反映したものであった）。アルバム収録曲であれば何でも流すAOR局とは異なり、クラシック・ロック局は、チャート入りしたシングルや人気の高いアルバム収録曲に限って放送する曲を選んでいる。

## 批判と分析
音楽学者のジョン・ストラットンは、クラシック・ロックの起源をクラシック・ロックのカノンの出現まで遡って跡付けた。カノンとされるものの一部は、音楽ジャーナリズムが生み出したものであり、最も優れたものとしてランキングされたアルバムなり楽曲が、集団的ないし公共的記憶の中で再強化されることになる。ロバート・クリストガウは、クラシック・ロックという概念がロック音楽を「時の試練に耐えた芸術としてのロックという神話 (myth of rock as art-that-stands-the-test-of-time)」に一変させたと指摘し、批評家や大手メディア、さらにロックの殿堂のような音楽業界の組織が、特的のロック・アーティストやバンドをカノン化していくことは避けられないと考えられると述べた。メディア研究者のロイ・シューカー (Roy Shuker) は、クラシック・ロック局の編成担当者たちが「すでに評価が確立された (tried and proven)」過去のヒット曲を「聴取者がよく知っていて、何をかけているのか分かる (high listener recognition and identification)」という判断に基づいて選曲していると述べ、その選曲の重点は、ビートルズの『サージェント・ペパーズ・ロンリー・ハーツ・クラブ・バンド』の時代から1970年代末に至る白人男性によるロックに置かれているとした。キャサリン・ストロング (Catherine Strong) の見解では、クラシック・ロックの楽曲は、一般的にアメリカ合衆国ないしイギリスの白人男性たちによって演奏されており、「4分の4拍子で、4分を超えることは滅多になく、演奏するミュージシャンたち自身によって自作され、英語で歌われ、「クラシカル」なロックの編成（ドラムス、ベース、ギター、キーボード）で、メジャー・レーベルから1964年以降にリリースされている」という
クラシック・ロックという考えを支えているのは、クリストガウによれば、政治的反動だという。彼によれば、こうした音楽は、知性に欠けた、ヴィクトリア朝のロマン主義に根ざした伝統的な美意識を好んで、皮肉めいた機智を避け、例えば人種問題、アフロ・アメリカ音楽、政治、芸術的なポップなど、1960年代カウンターカルチャーのよりラディカルな側面は、大きく扱われなくなるのだという。クリストガウは、1991年に『Details』誌に寄稿した記事で、「クラシック・ロックは、そのインスピレーションとヒーローたちの多くを1960年代に求めているにもかかわらず、当然ながら1970年代に構築されたものである」と述べている。「これは、1960年代の文化の全面的に商品化を果たすには、まず再構成が、つまり脅威となるようなことがないよう選択的に歪曲されることが必要だということを承知していた、パンク以前、ディスコ以前のラジオ編成者たちの発明であった ... 公的なロックの神殿において、ドアーズやレッド・ツェッペリンは偉大なアーティストであるが、チャック・ベリーやリトル・リチャードは原初的な先祖であり、ジェームス・ブラウンやスライ・ストーンは何か別物 (Something Else) なのである。」 クラシック・ロックの発展について、クリストガウは、アメリカ合衆国における経済的繁栄を享受したベビーブーマー世代が支えた初期のロックを受け継ぐ、1970年代以降の新たな世代の聴取者の間に生じた、妥協された社会経済的安定と、集合意識の消失を指摘して、次のように述べている。「クラシック・ロックが、ドアーズの秘儀めいたミドルブロウな逃避主義や、レッド・ゼップの威勢のいい誇大妄想的壮大さを持ち上げるのは、理由なくそうしているわけではない。日常生活に何の要求も生じさせない修辞的な自己強化は、まさしく時代が求めていたものであった。」 シューカーは、クラシック・ロック・ラジオの興隆が、部分的には「年齢を重ねた戦後「ベビーブーマー」の消費購買力によっており、この層がラジオに出稿する広告主たちに訴求力をもつことによる」としている。彼の見解では、クラシック・ロックは、「ロック音楽に関するもののみならず、ポピュラー音楽全般についての言説を支配し続けている、「ミュージシャンシップにおける男性のホモソーシャルなパラダイム」を称賛し、ロック音楽のイデオロギーやこの音楽についての議論を「ひどくジェンダー化された (heavily gendered)」ものにしているのである。